# Айра (Айра)

Аїра (яп. 姶良町, あいらちょう, аїра тьо) — містечко в Японії, у центральній частині префектури Каґосіма.